# Radiogalassia a forma di X
Una radiogalassia a forma di X (o "alata") è un oggetto celeste facente parte di una classe di sorgenti radio astronomiche aventi due lobi con superficie a bassa brillanza (chiamati "ali") orientati di un determinato angolo rispetto ai due lobi attivi, ossia con superficie ad alta brillanza. Le due coppie di lobi attraversano il centro della galassia ellittica sorgente dei lobi stessi, centro rispetto al quale i lobi di ogni coppia sono simmetrici, dando così alla radiogalassia una morfologia a X quando la si osserva sulle mappe radio.
Le sorgenti a forma di X sono state descritte per la prima volta nel 1992 da J. P. Leahy e P. Parma, i quali hanno presentato una lista di undici oggetti. Un maggior attenzione è stata rivolta a questi corpi celesti quando nel 2002 è stata avanzata l'ipotesi che essi possano essere associati a un cambiamento di rotazione di un buco nero conseguente alla coalescenza di due buchi neri supermassicci.

## Proprietà
Le radiogalassie a forma di X sono una sottoclasse delle radiogalassie di Fanaroff-Riley di tipo II (FRII). Questi ultimi oggetti mostrano una coppia di lobi larghi qualche kiloparsec che sovrasta la galassia sorgente, lobi che si ritiene siano formati da plasma eiettato dal centro della galassia sotto forma di getti associati con il disco di accrescimento che ruota attorno a un buco nero supermassiccio. Contrariamente alle classiche sorgenti FRII, le radiogalassie a forma di X presentano due coppie di lobi disallineate aventi estensione paragonabile. La coppia di lobi secondaria, i cui lobi sono, come detto, chiamati "ali", ha una superficie a brillanza più bassa rispetto all'altra coppia e sembra essere formata da plasma che è stato eiettato lungo un asse diverso rispetto a quello associato ai lobi attivi. In aggiunta, le ali hanno mostrato di avere un indice spettrale più alto rispetto ai lobi attivi e di essere anche maggiormente polarizzate. Al di là di una sola eccezione, inoltre, nessuna delle sorgenti a forma di X osservate mostra le ampie linee di emissione nel visibile associate con attività di quasar e la maggior parte delle galassie in questione possiede una ellitticità piuttosto marcata. Diverse di esse hanno anche galassie compagne.

## Origine
Nella presentazione del loro originario catalogo di undici radiogalassie a forma di X, Leahy e Parma hanno avanzato l'ipotesi che le ali siano state formate in precedenti eiezioni, avvenute decine di milioni di anni prima del rinnovamento dell'attività nucleare osservato oggi, tempo durante il quale l'asse lungo il quale si dirige l'eiezione avrebbe subito una precessione. Secondo i due astronomi, la loro proposta sarebbe coerente con la bassa brillanza della superficie delle ali, con il loro stretto spettro radio e con la loro elevata polarizzazione, caratteristiche, queste, tutte quante associabili a sorgenti radio inattive.
Un modello ampiamente discusso circa l'origine della radiosorgenti a forma di X chiama in causa il cambiamento di rotazione (o "spin-flip") di un buco nero supermassiccio. In questo modello, una fusione di galassie porterebbe al posizionamento di un secondo, più piccolo, buco nero supermassiccio vicino al centro della radiogalassia originale, sito di un altro buco nero più grande. Tale buco nero andrebbe quindi a formare un sistema binario assieme al buco più grande prima di arrivare ad una coalescenza con quest'ultimo, processo poco prima e poco dopo del quale si ha un'emissione di onde gravitazionali. Durante la fusione, l'asse di spin del buco nero maggiore subisce un riorientamento conseguente all'assorbimento del momento angolare orbitale del buco nero più piccolo, ossia uno "spin-flip". Poiché i lobi sono prodotti da getti emessi perpendicolarmente al disco di accrescimento e poiché quest'ultimo giace, a causa dell'effetto Bardeen-Petterson, perpendicolarmente all'asse di spin del buco nero, un cambiamento nell'orientazione dell'asse di spin di quest'ultimo implica un cambiamento nella direzione di formazione dei lobi. Calcoli alla mano si può dimostrare che l'assorbimento da parte del primo buco nero di un buco nero di massa pari anche solo a quinto della propria, potrebbe causare una modifica addirittura di novanta grandi del suo asse di spin.
Modelli alternativi proposti per spiegare l'esistenza di tali sorgenti a forma di X includono un'instabilità deformante del disco di accrescimento, un riflusso di gas lungo i lobi attivi e interazioni tra i dischi di accrescimento dei due buchi neri che compongono il sistema binario che avrebbero luogo prima della fusione dei due corpi supermassicci. È probabile che tutti questi meccanismi facciano in effetti la loro parte e che il tempo necessario al riorientamento influenzi la morfologia della sorgente radio, infatti, mentre un riorientamento più rapido produrrebbe le sorgenti a forma di X, un riorientamento più lento porterebbe a una situazione in cui i getti depositano il materiale eiettato in un volume più ampio, generando una radiogalassia a forma di S (o "radio sorgente FRI a forma di S").